# Segunda División Peruana 2012
El Campeonato Descentralizado ADFP-SD 2012, conocida como Segunda División del Perú 2012, fue la edición número 60 de la Segunda División del Perú, la séptima desde que se descentraliza en 2006 y la séptima bajo la denominación de Campeonato Descentralizado ADFP-SD.
La edición anterior contó con la participación de diez equipos, de los cuales uno ascendió y otro descendió. El torneo 2012 debía contar con la participación de once elencos: los ocho restantes, los dos equipos que descendieron del Descentralizado 2011 (Colegio Nacional de Iquitos y Alianza Atlético) además del subcampeón de la Copa Perú 2011 (Pacífico FC). Sin embargo, Colegio Nacional de Iquitos decidió participar en la Copa Perú 2012, Alianza Atlético no participó debido por falta de garantías y Universidad San Marcos fue retirado del torneo por sus deudas. Para completar el número de equipos, fueron invitados el tercer y cuarto puesto de la Copa Perú 2011: Alianza Huánuco y Los Caimanes.

## Ascensos y descensos
| Posición | Descendidos de la Segunda División 2011 |
| -------- | --------------------------------------- |
| 10°      | U América FC                            |

| Posición            | Ascendidos a la Segunda División 2012 |
| ------------------- | ------------------------------------- |
| 2° (Copa Perú 2011) | Pacífico FC                           |
| 3° (Copa Perú 2011) | Alianza Huánuco                       |
| 4° (Copa Perú 2011) | Los Caimanes                          |

| Posición | Ascendidos al Campeonato Descentralizado 2012 |
| -------- | --------------------------------------------- |
| 1º       | José Gálvez                                   |

| Posición        | Descendidos del Campeonato Descentralizado 2011 |
| --------------- | ----------------------------------------------- |
| 15º             | Alianza Atlético                                |
| Decisión Propia | Colegio Nacional de Iquitos                     |

## Equipos participantes
| Club                 | Entrenador          | Ciudad   | Estadio                            | Capacidad | Césped     | Indumentaria |
| -------------------- | ------------------- | -------- | ---------------------------------- | --------- | ---------- | ------------ |
| Alianza Huánuco      | Nifflin Bermúdez    | Huánuco  | Heraclio Tapia                     | 25.000    | Natural    | Loma's       |
| Alianza Unicachi     |                     | Puno     | Enrique Torres Belón               | 25.000    | Artificial | Palant       |
| Atlético Minero      | José Verme          | Matucana | Municipal de Matucana              | 5.000     | Natural    | Walon        |
| Atlético Torino      | Segundo Gonzales    | Talara   | Campeonísimo                       | 2.000     | Natural    | Convert      |
| Coronel Bolognesi    | Orlando Maltese     | Tacna    | Jorge Basadre                      | 19.850    | Natural    | Jor          |
| Deportivo Coopsol    | Jorge Soto          | Chancay  | Rómulo Shaw Cisneros               | 3.000     | Natural    | Polmer       |
| Hijos de Acosvinchos |                     | Lima     | Colegio San Alfonso                | 2.000     | Natural    | Palant       |
| Los Caimanes         | Marcial Salazar     | Chiclayo | Elías Aguirre                      | 23.000    | Artificial | Jor          |
| Pacífico FC          | Juan Carlos Bazalar | Lima     | Universidad Nacional de Ingeniería | 2.000     | Natural    | Loma's       |
| Sport Áncash         | Jesús Oropesa       | Huaraz   | Rosas Pampa                        | 18.000    | Natural    | Loma's       |

## Tabla de posiciones
| #   | Equipo               | PJ | G  | E | P  | GF | GC | Dif | Pts |
| --- | -------------------- | -- | -- | - | -- | -- | -- | --- | --- |
| 1º  | Pacífico FC          | 18 | 10 | 6 | 2  | 33 | 14 | +19 | 36  |
| 2º  | Deportivo Coopsol    | 18 | 11 | 2 | 5  | 31 | 15 | +14 | 35  |
| 3º  | Los Caimanes         | 18 | 9  | 6 | 3  | 29 | 14 | +15 | 33  |
| 4º  | Sport Áncash         | 18 | 11 | 2 | 5  | 44 | 25 | +19 | 31  |
| 5º  | Alianza Huánuco      | 18 | 9  | 4 | 5  | 34 | 19 | +15 | 31  |
| 6º  | Atlético Minero      | 18 | 9  | 2 | 7  | 25 | 20 | +5  | 26  |
| 7º  | Coronel Bolognesi    | 18 | 6  | 1 | 11 | 19 | 33 | -14 | 15  |
| 8º  | Atlético Torino      | 18 | 7  | 2 | 9  | 19 | 24 | -5  | 13  |
| 9º  | Alianza Unicachi     | 18 | 4  | 1 | 13 | 17 | 39 | -22 | 7   |
| 10º | Hijos de Acosvinchos | 18 | 0  | 0 | 18 | 1  | 51 | -50 | -8  |

- Pts=Puntos; PJ=Partidos Jugados; G=Partidos Ganados; E=Partidos Empatados; P=Partidos Perdidos; GF=Goles Anotados; GC=Goles Recibidos; Dif=Diferencia de goles

1. Atlético Torino fue sancionado con la pérdida de 2 puntos por incumplir con el pago de las cuotas correspondientes a la deuda que en su momento fue renegociada con la Agremiación.
2. Después de una solicitud de apelación por parte del Sport Ancash, la CJ-FPF decidió que el partido entre Atlético Minero (quien había ganado por walkover) y Sport Ancash que no se jugó en la primera fecha del campeonato se debía jugar antes del fin del campeonato.
3. Hijos de Acosvinchos y Alianza Unicachi fueron inhabilitados por infracción al Reglamento Económico Financiero y dejaron de participar en el Torneo de la Segunda División.
4. Atlético Torino fue sancionado con la pérdida de 4 puntos por incumplir con el pago de las cuotas correspondientes a la deuda que en su momento fue renegociada con la Agremiación.
5. Coronel Bolognesi fue sancionado con la pérdida de 4 puntos por no cumplir con presentar la planilla electrónica y las boletas de pago a los integrantes del plantel, correspondientes al mes de mayo.
6. Sport Ancash fue sancionado con la pérdida de 2 puntos por incumplir con el pago del mes de mayo con los jugadores Juan Solís Grau y Cristopher Charún Cárdenas.
|  |                                                      |
|  | Ascendido a la Primera División 2013.                |
|  | Descendido a la Etapa Regional de la Copa Perú 2013. |

|                     |
| Campeón Pacífico FC |
| 1.º título          |

### Resultados
Las filas corresponden a los encuentros de local de cada uno de los equipos, mientras que las columnas corresponden a los encuentros de visitante. Según las filas, los resultados en color azul corresponden a victoria del equipo local, rojo a victoria visitante y blanco a empate.
|                      | AH  | AUN | MIN | TOR | BOL | COO | HDA | LC  | PAC | SA  |
| -------------------- | --- | --- | --- | --- | --- | --- | --- | --- | --- | --- |
| Alianza Huánuco      |     | 3-1 | 2-3 | 5-0 | 1-0 | 4-2 | 3-1 | 0-0 | 2-2 | 2-0 |
| Alianza Unicachi     | 0-3 |     | 0-3 | 0-3 | 0-3 | 0-3 | 3-0 | 1-0 | 2-0 | 1-2 |
| Atlético Minero      | 1-1 | 1-2 |     | 2-0 | 2-1 | 2-0 | 3-0 | 2-2 | 0-2 | 3-1 |
| Atlético Torino      | 1-0 | 1-1 | 1-0 |     | 1-0 | 0-1 | 4-0 | 0-1 | 1-2 | 1-6 |
| Coronel Bolognesi    | 0-4 | 1-0 | 1-0 | 1-2 |     | 1-3 | 3-0 | 1-1 | 0-1 | 2-1 |
| Deportivo Coopsol    | 1-0 | 1-0 | 2-0 | 2-0 | 4-0 |     | 3-0 | 1-1 | 0-0 | 3-2 |
| Hijos de Acosvinchos | 0-3 | 0-3 | 0-1 | 0-3 | 0-3 | 0-3 |     | 0-1 | 0-3 | 0-3 |
| Los Caimanes         | 2-0 | 3-0 | 1-0 | 0-0 | 4-1 | 2-1 | 3-0 |     | 2-2 | 4-0 |
| Pacífico FC          | 0-0 | 3-0 | 1-2 | 1-0 | 5-0 | 3-1 | 3-0 | 3-2 |     | 1-1 |
| Sport Ancash         | 5-1 | 3-0 | 3-0 | 1-0 | 3-0 | 2-1 | 3-0 | 2-0 | 1-1 |     |

## Goleadores
| Jugador              | Jugador           | Goles | Equipo(s)         |
| -------------------- | ----------------- | ----- | ----------------- |
| Bandera de Perú      | Jesús Reyes       | 12    | Alianza Huánuco   |
| Bandera de Argentina | Fabricio Lenci    | 11    | Sport Ancash      |
| Bandera de Perú      | Janio Posito      | 9     | Los Caimanes      |
| Bandera de Perú      | Juan Montenegro   | 8     | Pacífico FC       |
| Bandera de Perú      | Alexander Salas   | 7     | Atlético Minero   |
| Bandera de Perú      | Juan Quiñónez     | 5     | Atlético Minero   |
| Bandera de Perú      | Juan Carrillo     | 5     | Sport Ancash      |
| Bandera de Perú      | Sebasthian Yraola | 5     | Deportivo Coopsol |
| Bandera de Perú      | Diego Jiménez     | 4     | Alianza Unicachi  |
| Bandera de Paraguay  | Carlos Pérez      | 4     | Pacífico FC       |
| Bandera de Colombia  | Rodrigo Saraz     | 4     | Deportivo Coopsol |
| Bandera de Perú      | Jorge Navarrete   | 3     | Atlético Torino   |
| Bandera de Perú      | Arnold Zuluaga    | 3     | Coronel Bolognesi |
| Bandera de Perú      | Pierre Orosco     | 3     | Coronel Bolognesi |
| Bandera de Perú      | Robert León       | 3     | Alianza Huánuco   |
| Bandera de Perú      | Samuel Castro     | 3     | Alianza Huánuco   |
| Bandera de Perú      | Ricardo Ramos     | 3     | Sport Ancash      |